# Maicon Pereira de Oliveira
Maicon Pereira de Oliveira (n. 8 mai 1988 în Rio de Janeiro – 8 februarie 2014) a fost un jucător de fotbal brazilian. El a jucat la echipe ca Steaua București, Șahtior Donețk și alte cluburi din Ucraina.

## Cariera

### Volîn Luțk
În 2009, a venit în Europa pentru a juca în Premier Liha. Jucătorul a marcat un număr impresionant de goluri pentru Volîn Luțk, 20 în numai 37 de partide.

### Steaua București
Pe 21 februarie 2011, Maicon a fost împrumutat pentru patru luni la Steaua București cu opțiunea de cumpărare în vara lui 2011. Maicon a debutat la Steaua București în meciul amical contra celor de la Dacia Chisinău. Steaua București a câștigat  cu 4-0, din care 2 goluri le-a dat Maicon. Un site de informații sportive a spus că patronul Gigi Becali a exclamat: "M-AI CONvins". Patronul Stelei a mai spus că el are prima optiune de cumpărare pentru Maicon cu 800.000 de euro. Imediat a devenit salvatorul Stelei după meciurile câștigate contra echipelor Oțelul Galați (terminat cu scorul 1-0) și Sportul Studențesc (2-1) în care brazilianul a dat toate cele trei goluri. În meciul tur din semnifinala Cupa României contra celor de la FC Brașov a fost declarat jucătorul meciului.

## Statistici carieră

### Club
La 11 iulie 2012.
| Club                          | Sezon         | Campionat | Campionat | Cupă    | Cupă   | Europa  | Europa | Supercupă | Supercupă | Total   | Total  |
| Club                          | Sezon         | Meciuri   | Goluri    | Meciuri | Goluri | Meciuri | Goluri | Meciuri   | Goluri    | Meciuri | Goluri |
| ----------------------------- | ------------- | --------- | --------- | ------- | ------ | ------- | ------ | --------- | --------- | ------- | ------ |
| Volîn                         | 2009–10       | 18        | 13        | 3       | 0      | -       | -      | -         | -         | 21      | 13     |
| Volîn                         | 2010–11       | 15        | 2         | 1       | 3      | -       | -      | -         | -         | 16      | 5      |
| Volîn                         | 2011–12       | 24        | 14        | 4       | 5      | -       | -      | -         | -         | 28      | 19     |
| Steaua București (împrumut)   | 2010–11       | 6         | 3         | 2       | 0      | -       | -      | -         | -         | 8       | 3      |
| Șahtior Donețk                | 2012–13       | 4         | 1         | -       | -      | -       | -      | -         | -         | 4       | 1      |
| Zaria Lugansk (împrumut)      | 2012–13       | 4         | 0         | -       | -      | -       | -      | -         | -         | 4       | -      |
| Șahtior Donețk                | 2013–14       | 2         | 0         | -       | -      | -       | -      | -         | -         | 2       | -      |
| Illiciveț Mariupol (împrumut) | 2013–14       | 0         | 0         | -       | -      | -       | -      | -         | -         | 0       | 0      |
| Total carieră                 | Total carieră | 64        | 33        | 10      | 8      | -       | -      | -         | -         | 83      | 43     |

## Palmares
Steaua București
- Cupa României (1): 2010-2011[3]